# Wilibad Joseph MacDonald
Wilibad Joseph MacDonald, homme politique canadien, servit comme Lieutenant-gouverneur de la province de l'Île-du-Prince-Édouard entre 1963 et 1969.